# Clitocybe nebularis
Clitocybe nebularis (Batsch) P. Kumm, 1871, comunemente noto come fungo delle nebbie, è un fungo tossico; lo stesso viene purtroppo ancora consumato da molti per la sua carne dal sapore aromatico ed intenso, anche se non da tutti gradito perché piuttosto forte.
Tuttavia questo fungo contiene tossine che si accumulano nell'organismo. presenta tracce di una tossina denominata nebularina , con proprietà mutagene molto blande (nei topi di laboratorio ne occorrono concentrazioni elevatissime per osservare la mutagenesi).
Come per il Lyophyllum connatum, tuttavia, ci si basa su test effettuati in vitro e pertanto non esiste alcuna prova concreta che questo fungo possa provocare mutazioni genetiche negli individui che lo consumano, anche perché la nebularina è idrosolubile e pertanto una prebollitura prolungata dovrebbe far svanire quasi completamente questa molecola.
Questa specie contiene anche altre tossine, fra cui:
- alcune di tipo "termolabile", ovvero rese inerti dopo l'esposizione del fungo ad alte temperature
- altre "termostabili" che non vengono metabolizzate dal nostro organismo che si accumulano nel fegato.

Inoltre la C. nebularis, durante la cottura, sprigiona un vapore che sembra possa scatenare improvvisi attacchi di mal di testa nelle persone che si trovano nelle vicinanze, in quanto le tossine termolabili vaporizzate vengono accidentalmente inalate. Il micologo Bruno Cetto, nel libro I funghi dal vero, sostiene che questi vapori possano risultare addirittura pericolosi; è comunque sufficiente aerare il locale.
Nebularis è stato inserito, a livello ministeriale, tra i funghi tossici, non commercializzabili nel 1998.
Moser, Bon ed altri autori avevano collocato questo fungo nel genere Lepista anziché nel genere Clitocybe poiché le spore, pur essendo color crema e cianofile, presentano, al microscopio elettronico, una parete sottilmente verrucosa.
Altri autori come Kuyper, invece, preferiscono mantenerlo nel genere Clitocybe poiché la parete sporale, al microscopio ottico, si presenta liscia come in altre specie di questo genere.

## Etimologia
Dal latino nebularis = nebbioso o nuvoloso, per il colore grigio del suo cappello.

## Descrizione

### Cappello
Convesso, poi piano, talvolta depresso al centro; margine involuto, color grigio-bruno, biancastro, non igrofano, ma pallido a secco, ricoperto da una finissima pruina biancastra; 8–20 cm di diametro, con cuticola color grigio di diverse tonalità e se il fungo non è umido, brillante.

### Lamelle
Strette, ineguali, fitte, decorrenti, biancastre infine con sfumature color crema; separabili abbastanza facilmente dalla carne del cappello.

### Gambo
Cilindrico, elastico, ingrossato alla base e attenuato verso il cappello, biancastro o grigio, striato-fibrilloso, spesso cavo, 6-9 x 1,5–3 cm.

### Carne
Compatta, soda, poi molle; bianca.
- Odore: forte e aromatico, a volte sgradevole (come di "sudore"o di legno). Ricorda alla lontana quello della Lepista caespitosa e della Lepista inversa. L'odore è spesso non gradevole specialmente nei funghi cresciuti in boschi caldi di latifoglie.[3]
- Sapore: mite, intenso ed aromatico; leggermente acre negli esemplari meno giovani.

## Microscopia

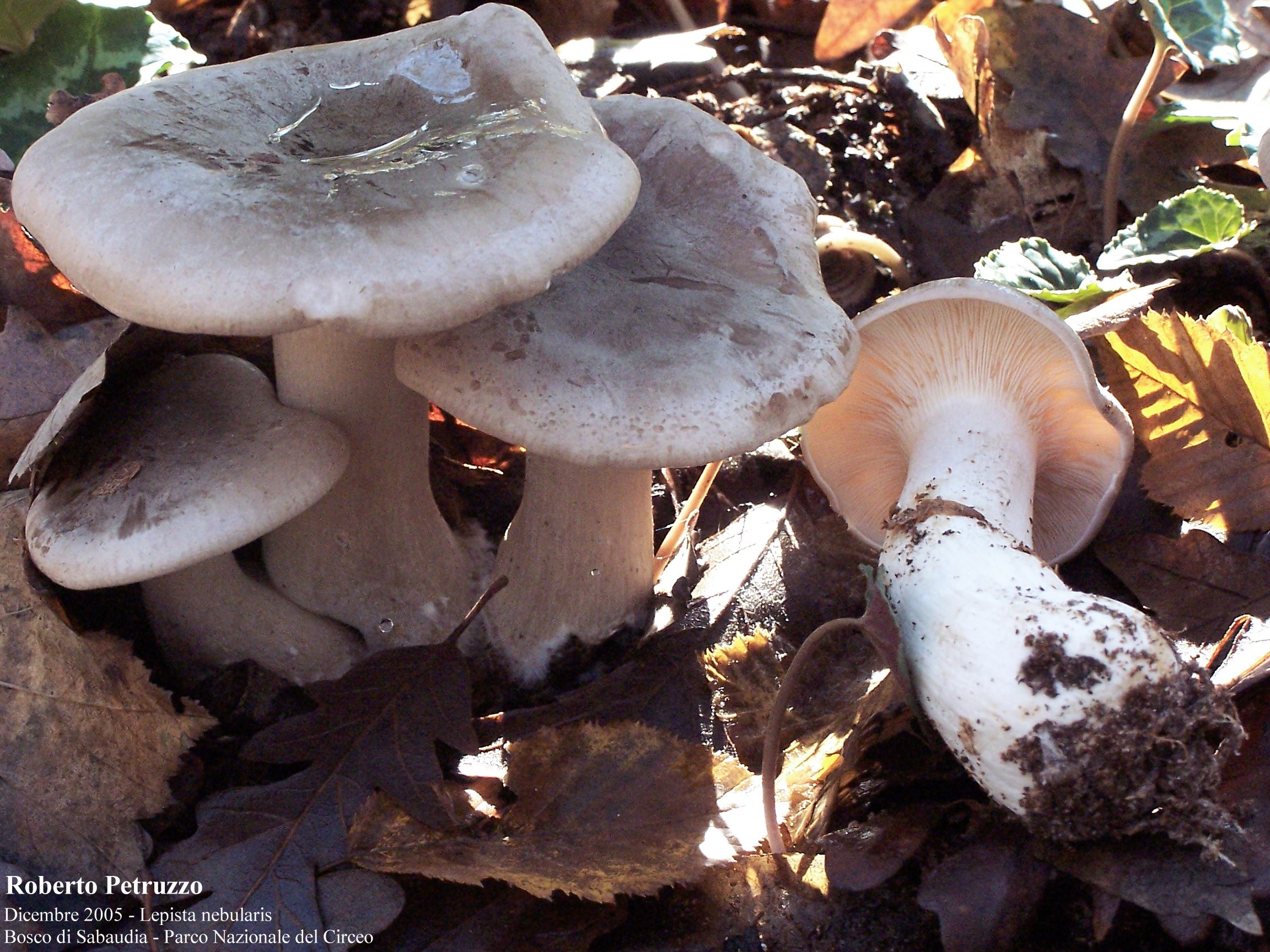
Gruppo di C. nebularis

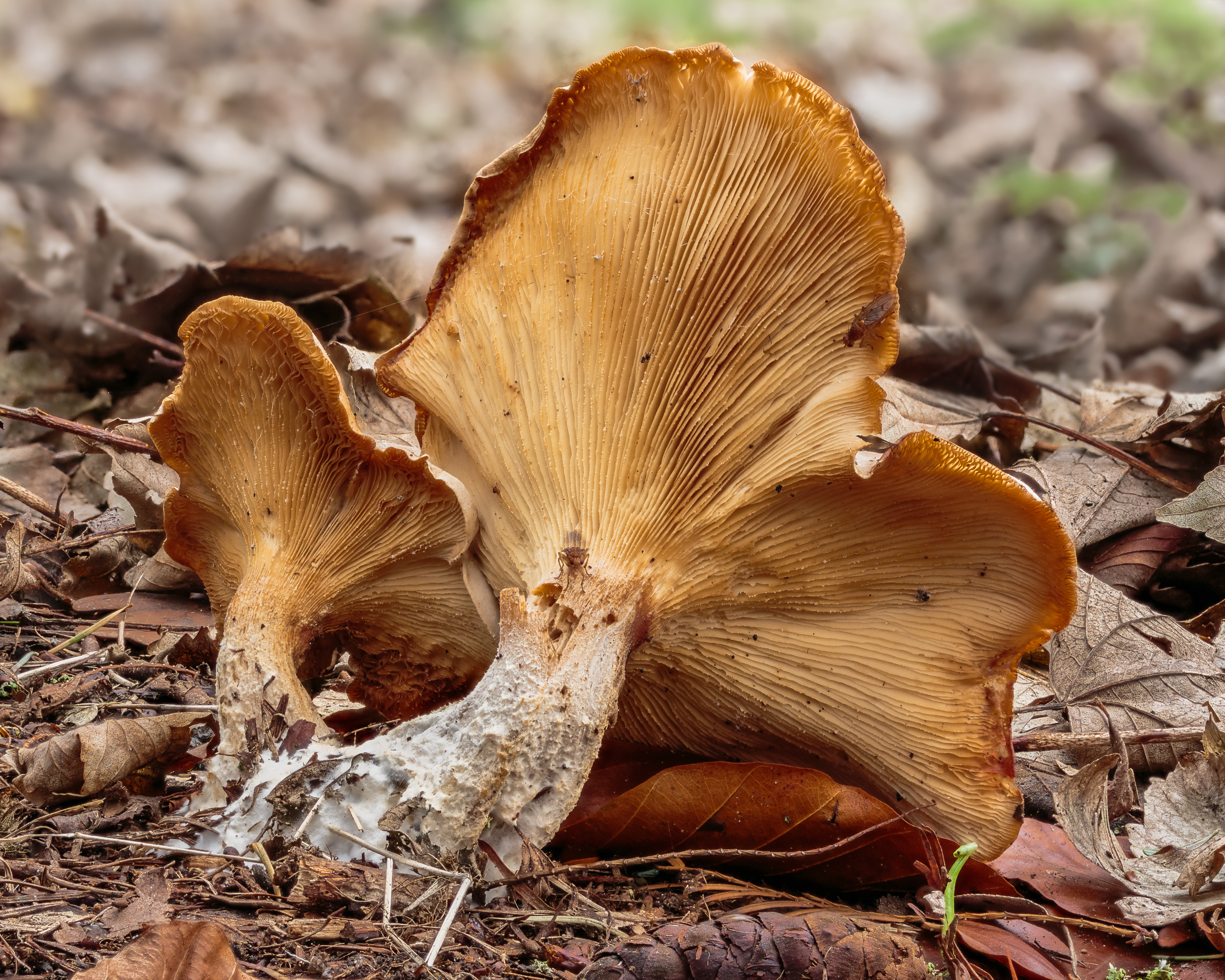

Sporecrema in massa, ovoidale-ellittiche, 6-7 x 3,5-4,5 µm, lisce.
Basidi20-25 x 5-7 µm, tetrasporici.

## Distribuzione e habitat
Si tratta di un fungo saprofita che ha bisogno di un substrato ricco di vegetali in decomposizione. Parte di questi residui vegetali rimangono nel gambo quando viene raccolto.
Cresce molto spesso in gruppi di numerosi esemplari, nei boschi di latifoglie e di conifere, in tardo autunno ed in inverno (se non troppo rigido). Il micelio scorre su foglie morte e piccoli frustuli.

Spesso i carpofori crescono formando delle lunghe "linee rette" sul terreno, occasionalmente anche fino a 30 metri! Altre volte i folti gruppi formano i ben noti "cerchi delle streghe".
L'impressione che si può provare nel reperire questi funghi è quella di vedere tante piccole "nuvole" che fuoriescono dal fogliame.

## Commestibilità
Vivamente sconsigliato. Se non trattato adeguatamente e/o se viene consumato in quantità eccessive, può causare intossicazioni da accumulo a lungo termine con danni epatici.
Sono stati registrati diversi casi di intolleranza soggettiva a questa specie, con disturbi all'apparato digerente che si manifestano attraverso brevi episodi di nausea e vomito; pertanto coloro che non hanno mai consumato la C. nebularis dovrebbero mangiarne solo un frammento per prova.
Da sottolineare inoltre che:

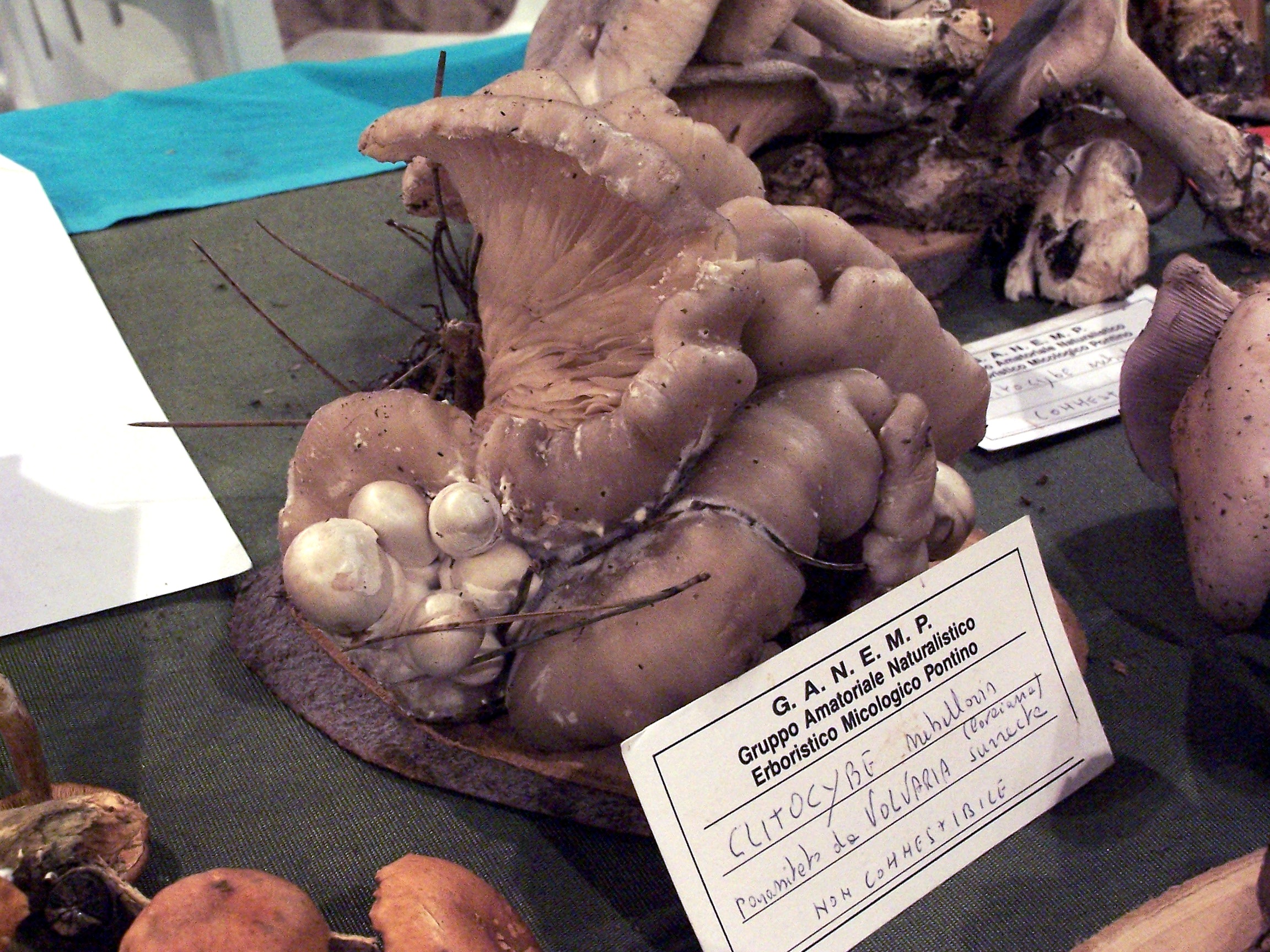
C. nebularis parassitata da Volvaria surrecta

- In autunno inoltrato spesso i carpofori vengono parassitati da altro fungo, la Volvariella surrecta che lo rende immangiabile; è quindi importante saper riconoscere gli esemplari infestati. Questo parassita inizialmente si presenta solo come un sottile velo bianco, generalmente presente sulla cuticola del cappello. Dopo qualche giorno la C. nebularis potrebbe quindi manifestare marciumi e/o funghi di altre specie sul proprio carpoforo.
- Secondo un recente studio svizzero sugli avvelenamenti da funghi la nebularis contiene una modica quantità di muscarina, potente micotossina neurotropica presente in quantità ben più cospicue in diverse specie del genere Inocybe; data la quantità esigua questa tossina non dovrebbe rappresentare un pericolo.
- Si raccomanda di buttare via l'acqua di cottura sia dopo la prebollitura che dopo aver cucinato i carpofori, per poter eliminare la nebularina che infatti è idrosolubile.
- La controversa commestibilità della C. nebularis ha avuto l'effetto, peraltro prevedibile, di farne quasi cessare la raccolta, tranne in quei luoghi dove detta specie viene consumata per tradizione; in Italia la vendita di questa specie è vietata.[senza fonte]

### Preparazione

La nebularina, un alcaloide recentemente scoperto nella C. nebularis

Se l'intenzione è quella di consumare comunque questo fungo nonostante tutte le controindicazioni, è bene attenersi ad alcune precauzioni.
1. Dapprima bisogna sottoporre il fungo ad una prolungata prebollitura (almeno 30 minuti), l'integrità dei funghi non viene intaccata perché la carne è molto compatta; il locale di cottura deve essere aerato.
2. In seguito si rovesciano i carpofori in uno scolapasta e si verifica che tutta l'acqua di cottura venga persa.
3. I funghi vanno poi posti a bagnomaria in una bacinella e si lasciano in ammollo per circa 30 minuti.
4. A questo punto bisogna eliminare tutta l'acqua ed i funghi possono essere cucinati a piacere oppure conservati sott'olio.

È conveniente consumare la C. nebularis con molta cautela, ovvero pochi esemplari alla volta e in pasti abbastanza distanziati nel tempo.
L'operazione di prebollitura non è ristretta alla sola C. nebularis, ma dovrebbe essere estesa anche a tanti altri funghi, tra i quali si menzionano i seguenti:
- tutte le specie del genere Morchella, le Helvella commestibili più alcune specie eduli del genere Peziza e Verpa
- Armillaria mellea
- Boletus luridus, Boletus erythropus, Boletus queletii, anche se una semplice cottura prolungata è già di per sé efficace

## Tassonomia

### Sinonimi e binomi obsoleti
- Agaricus nebularis Batsch, Elench. fung., cont. sec. (Halle): 25 (1789)
- Gymnopus nebularis (Batsch) Gray, Nat. Arr. Brit. Pl. (London) 1: 609 (1821)
- Omphalia nebularis (Batsch) Quél., Enchir. fung. (Paris): 20 (1886)
- Lepista nebularis (Batsch) Harmaja, Karstenia 14: 91 (1974)
- Clitocybe stenophylla P. Karst., Hedwigia 20: 177 (1881)
- Lepista nebularis var. stenophylla (P. Karst.) Bon, Docums Mycol. 26(no. 102): 18 (1996)
- Clitocybe nebularis var. alba Bataille, Bull. Soc. mycol. Fr. 27: 370 (1911)
- Clitocybe alba (Bataille) Singer, Lilloa 22: 186 (1951)
- Clitocybe nebularis var. alba J.E. Lange, Dansk bot. Ark. 6(5): 43 (1930)
- Clitocybe nebularis f. alba S. Imai, J. Fac. agric., Hokkaido Imp. Univ., Sapporo 43(1): 81 (1938)
- Clitocybe nebularis f. bianca Cetto, I Funghi dal Vero (Trento) 5: 315 (1987)

### Specie simili

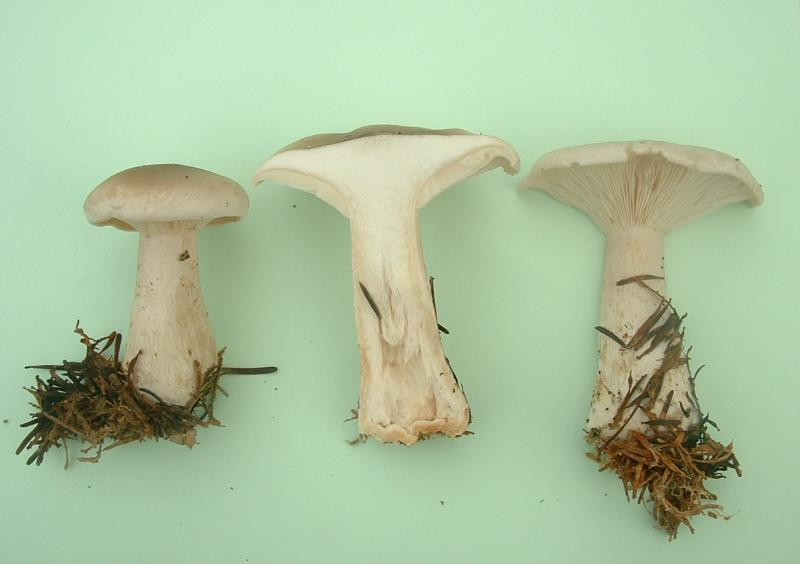
Esemplari di C. nebularis

- Può essere confuso con l'Entoloma sinuatum (Entoloma lividum), fungo velenoso con effetti potenzialmente pericolosi, per cui se ne sconsiglia la raccolta ai raccoglitori inesperti.
- Occasionalmente potrebbe essere confuso dai più inesperti con esemplari molto vecchi di Lepista caespitosa (da scartare).

## Nomi comuni

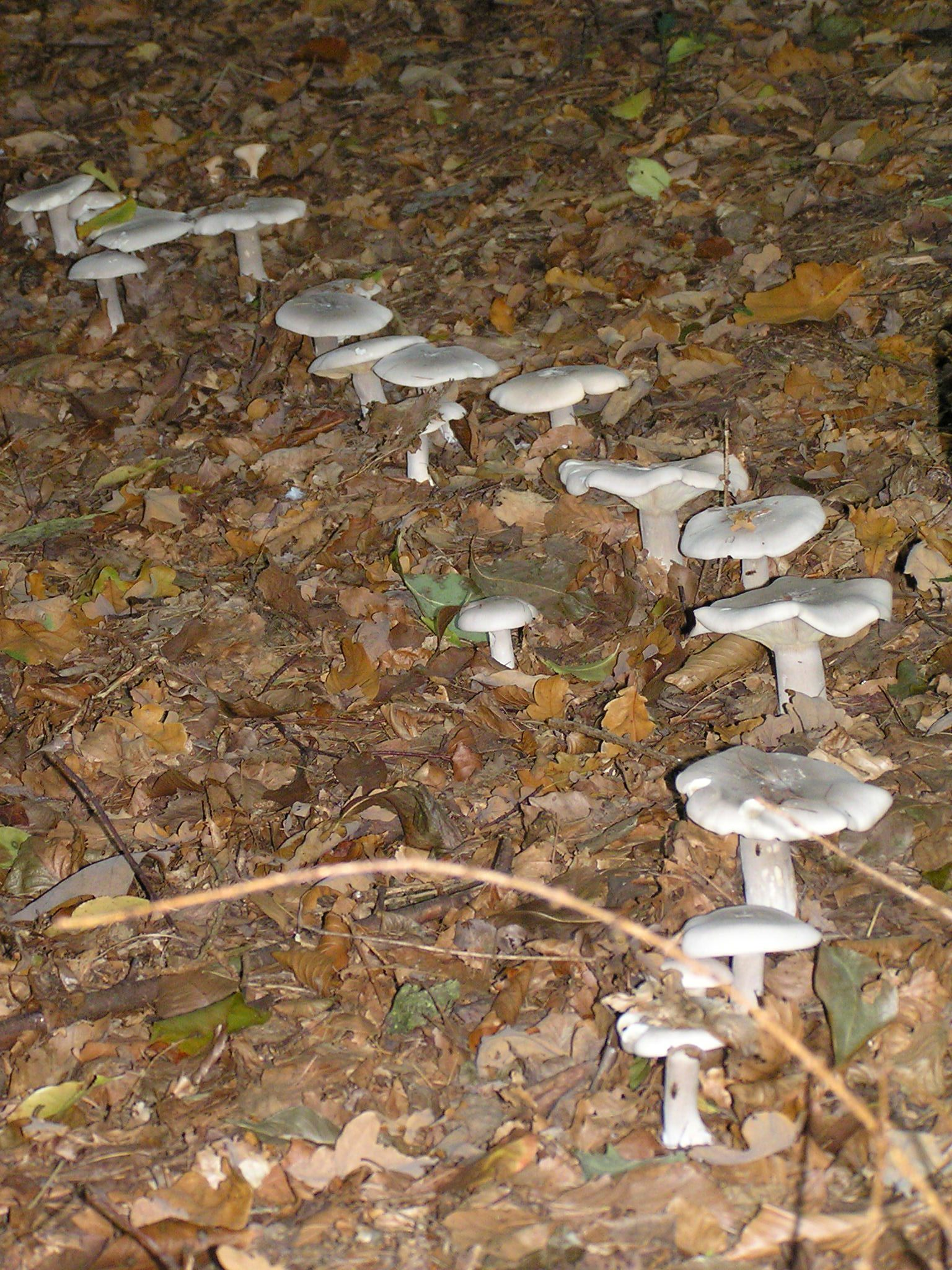
C. nebularis in "fila"

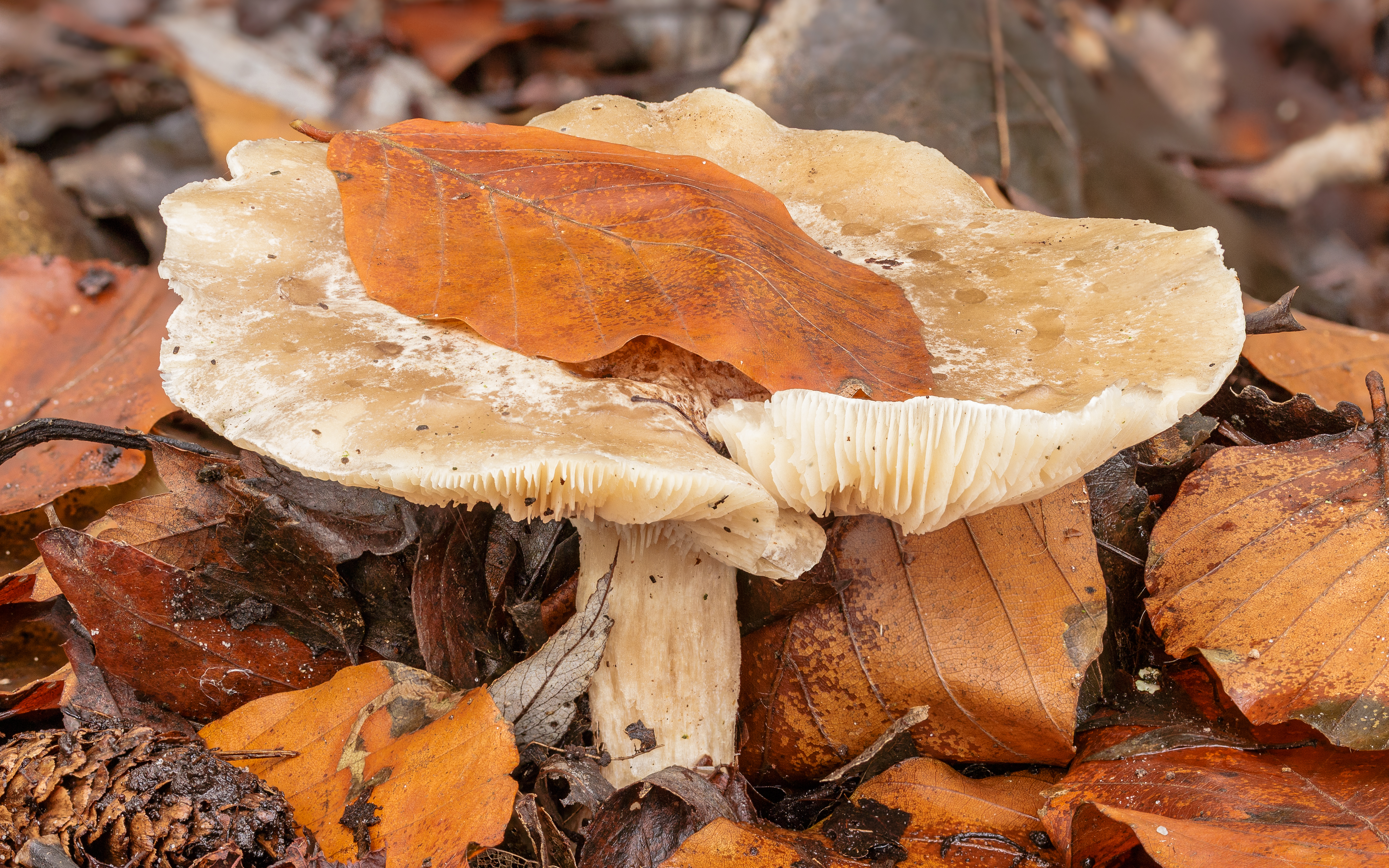
Una Clitocybe nebularis in decomposizione piovuta.

Moltissimi sono i nomi con cui viene chiamato:
- Agarico nebbioso
- Cardinale (Agro pontino, Lazio centro-meridionale)
n.b.: il Cardinale in Campania è la Clitocybe geotropa Clitocybe geotropa
- Pevèn (Liguria)
- Ferla (Italia settentrionale)
- Fungiu i fojjia (dial. calabrese - Sila, Calabria)
- Spinarolo (Stroncone, Umbria)
- Grigiotto
- Nebbiolo
- Nebbione
- Ordinale grigio (Bassa Toscana)
- Ordinario
- Ordinatu
- Prezioso
- Speciale
- Fogliarolo (Lazio settentrionale, Reatino)